# 本格派DE1300シリーズ
本格派DE1300シリーズ（ほんかくはで1300シリーズ）とはヘクトから発売されていたプレイステーション用ゲームソフトのシリーズ。シリーズ内の各作品は定価が1300円（税抜き）と当時のゲームソフトとしては破格であった。本格派DE1300円シリーズとの表記もある。
更には同社からシリーズ内の2作品を収録した本格派DE1300シリーズ TwinPackというシリーズも発売されていた。

## ラインナップ

### 本格派DE1300シリーズ
- 加藤一二三九段 将棋倶楽部 - 1999年5月27日発売。1997年11月27日に発売された同名ソフトの廉価版。
- キャデラック - 1999年5月27日発売。トランプを使ったパズルゲーム。
- 麻雀倶楽部 - 1999年5月27日発売。1998年4月9日に発売された同名ソフトの廉価版。
- ジグソーワールド - 1999年9月14日発売。1995年2月3日に日本一ソフトウェアより発売された同名パズルゲームの廉価版。
- 両替パズル もうぢゃ - 1999年9月14日発売。1997年1月10日にヴァージンインタラクティブエンターテインメントより発売された『もうぢや』の廉価版。
- TSUMU LIGHT - 1999年9月14日発売。1998年12月10日に同社から発売されたパズルゲーム『TSUMU』の初心者向けおよび廉価版。
- ワン・ツー・スマッシュ たのしいテニス - 2000年2月24日発売。テニスゲーム。
- アクションパズル プリズムランド - 2000年2月24日発売。1998年3月19日にディークルーズから発売されたブロック崩し『プリズム・ランド・ストーリー』[2]のリメイク版[3]。

### 本格派DE1300シリーズ TwinPack
2本セットで定価を2000円（税抜き）としたもの。製品帯に記載のキャッチコピーは「ますますお得DE2000円!!」。
- 加藤一二三九段 将棋倶楽部 ＆ キャデラック - 1999年5月27日発売。
- 麻雀倶楽部 ＆ キャデラック - 1999年5月27日発売。